# 傅秋涛
傅秋濤（1907年8月3日—1981年8月25日），男，湖南平江人，中國人民解放軍上將。
傅秋濤曾任中共湘鄂赣省委副书记兼工会委员长，湘鄂赣军区政治部主任，中共湘鄂赣省委书记兼湘鄂赣军区政治委员。参加了南方三年游击战争。抗日战争时期，任新四军第一支队一团团长，第一支队副司令员、司令员兼政治委员，新四军第七师副师长。第二次国共内战时期，任鲁南军区政治委员，鲁中南军区司令员，华东支前委员会主任委员、支前司令部司令员，中共中央山东分局第一副书记，山东军区副政治委员。中华人民共和国成立后，任山东军区第一副司令员，中央复员委员会秘书长，中央军委人民武装部部长，中国人民解放军总参谋部队列部部长、动员部部长，中央军委人民武装委员会副主任，总参谋部顾问，第二、三、四、五屆全國人民代表大會代表，

## 生平

### 早期革命生涯
1925年参加农民运动，被选为乡雇农委员会委员长。1927年在平江嘉义镇打工，参加平江农民扑城暴动。1929年加入中国共产党。1930年任平江嘉义区雇农工会委员长、赤卫团政委。1931年秋任平江县雇农工会委员长。同年9月任红十六军第八师师长。1932年4月起，历任湘鄂赣省赤色总工会委员长、湘鄂赣省赤色职工联合会书记。
1933年起，历任湘鄂赣军区政治部主任、军区政治委员、军区司令员、中共湘鄂赣省委副书记、代理书记、湘鄂赣军区政治委员等职务，1934年2月至7月兼任湘鄂赣省军区第三作战分区政治委员。7月起任中红十六师政治委员，指挥湘鄂赣区反围剿战争。在与中央失去联系的情况下，重建红16师，发展到5000多人。1937年任湘鄂赣抗日红军军事委员会主席。

### 抗日战争时期

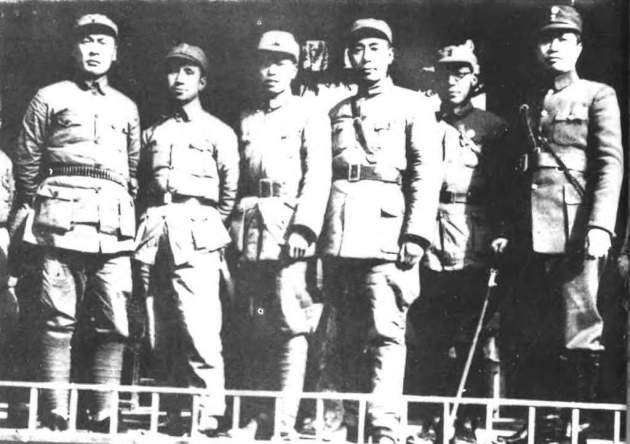
1939年2月，周恩来与部分新四军领导人合影。左起：陈毅、粟裕、傅秋涛、周恩来、朱克靖、叶挺

1938年1月参加新四军组建，任新四军第一支队副司令员，后兼任第一团团长。率部到江苏高淳、当涂、溧水三县交界地区开辟根据地，参加1940年春季皖南反扫荡和父子岭战斗。1940年10月，傅秋涛任新四軍第一縱隊司令員兼政治委員，参加九里镇等战斗。皖南事變中，傅秋涛率部2000多人成建制突圍而出。1941年11月，傅秋涛任新四军第七師副師長、代理师长，指挥皖江反扫荡战争。1943年3月，任新四军第七师兼皖江军区副司令员，指挥南义战斗。同年到中共中央华中局党校和延安中央党校学习。1945年，傅秋涛出席中共七大。

### 第二次国共内战时期
抗日战争结束后，傅秋涛任鲁南军区政治委员。1948年7月，任鲁中南军区司令员、华东野战军鲁中南纵队司令员兼政治委员。1948年9月，兼任华东支前委员会主任、支前司令部司令员，负责淮海战役中的支前工作。12月，任徐州特别市军事管制委员会主任兼中共徐州市委员会书记。1949年2月，任中共中央山东分局第一副书记、山东军区副政治委员，华东运输司令部司令员。

### 中华人民共和国成立后
中華人民共和國成立後，傅秋涛任山东分局第一副书记山东军区副司令员兼副政治委员、山东省人民政府第一副主席。1950年6月，任中央复原委员会秘书长、人民革命军事委员会人民武装部副部长，1952年1月任部长。1955年4月，傅秋涛任中国人民解放军总参谋部队列部部长。9月被授予上将军衔，获一级八一勋章、一级独立自由勋章、一级解放勋章。1957年5月，任总参谋部动员部部长。「文化大革命」期間遭林彪、江青反革命集團迫害，後得到周恩來力保才倖免，此后主持编写中国民兵史。1961年7月任军委人民武装委员会副主任，1975年任总参谋部顾问。1978年任中央纪律检查委员会常务委员会委员。
1981年8月25日因病在北京去世。